# Un bambino perso per sempre
Un bambino perso per sempre (A Child Lost Forever: The Jerry Sherwood Story) è un film per la televisione del 1992 diretto da Claudia Weill, basato su una storia vera.

## Trama
Jerry Sherwood, una ragazza madre che vive in un riformatorio, viene costretta a dare in adozione il bambino che aspetta nonostante la sua intenzione di tenerlo con sé. Diciannove anni dopo la donna, felicemente sposata e con tre figli, ottiene il permesso legale di poter avere notizie sul bambino e incontrarlo, e scopre così che il piccolo è morto all'età di tre anni per peritonite. Alcune incongruenze nei racconti della madre adottiva Lois Jurgens fanno sì che Jerry si insospettisca e, grazie anche all'aiuto di un poliziotto e di un giornalista, cominci ad indagare su ciò che realmente provocò la morte del figlio.